# Аероспатиале Алоуете III
Аероспатиале Алоуете III (Aérospatiale SA-3160 Alouette III) је француски вишенаменски хеликоптер, уведен у употребу 1960. године. Користио се као јуришни хеликоптер, као хеликоптер за подршку трупама и као извиђач.

## Пројектовање и развој
Алоуете III је једномоторни лаки хеликоптер, наставак развоја серије Алоуете II и био је најуспешнији хеликоптер Аероспатиале у погледу броја израђених комада до средине 1980-их. У односу на свог претходника имао је јачи мотор а у кабини 7 седишта. У току 25-о годишње производње Алоуете III је побољшаван у погледу повећања снаге, издржљивости и економићности експлоатације.

### Технички опис
Труп хеликоптера је био монокок конструкције, имао је пространу кабину у којој је било седам седишта једно за пилота а 6 за путнике, која су се могла веома лако и брзо демонтирати и ослободити доста велики теретни простор у коме се може пренети 750 kg терета. Кабина је имала двоја врата и велике стаклене површине које су обезбеђивале лепу прегледност у свм правцима. Погон хеликоптера је била једна гасна турбина смештен на крову у непосредној близини носећег ротора, који је имао три крака. Репни ротор је имао такође три крака и налазио се са десне стране. Стајни трап се састојао од три фиксне ноге распоређене по систему трицикл (једна нога напред две позади) све ноге су биле независне са нископритисним гумама и амортизерима. Хеликоптери намењени горској служби спаса уместо точкова су имали скије, док су морнарички могли да имају пловке који су му обезбеђивали плутање на воденој површини.

### Варијанте
- SA 316A - прва производна верзија. Оригинална ознака СЕ 3160
- SA 316B - са мотором Turboméca Artouste IIIB снаге 425 kW, и ојачаним роторима.

Хеликоптер SA 316B се на основу лиенце производио у Холандији, Индији, Пакистану Румунији и Швајцарској.

## Оперативно коришћење и Корисници
Производња хеликоптера фамилије Alouette III је трајала у Француској од 1960 до 1980.-тих година а у Индији та производња је трајала све до 2004. године. Из француског ваздухопловства овај хеликоптер је повучен након 32 године успешне службе. Процењује се да је овај хеликоптер произведен у око 2.100 примерака а продаван је широм света. И данас широм Африке лете ови хеликоптери захваљујући деловима који се још производе у Индији.
Следеће земље су купиле и користиле овај хеликоптер: Албанија; Ангола; Аргентина; Аустралија; Аустрија; Бангладеш; Белгија; Биафра; Боливија; Буркина Фасо; Бурма; Бурунди; Камерун; Чад; Чиле; Република Конго; Обала Слоноваче; Данска; Доминиканска република; Еквадор; Салвадор; Екваторијална Нова Гвинеја; Етиопија; Француска; Габон; Гана; Грчка; Гвинеја; Гвинеја Бисау; Хонг Конг; Индиа; Индонезија; Иран; Ирак; Ирска; Израел; Јордан; Лаос; Либанон; Либија; Мадагаскар; Малави; Малезија; Малта; Мексико; Мароко; Мозамбик; Непал; Низоземска; Никарагва; Пакистан; Кина; Перу; Португал; Родезија; Румунија; Руанда; Саудијска Арабија; Сејшели; Сингапур; Јужна Африка; Јужна Кореја; Јужни Вијетнам; Шпанија; Шри Ланка; Суринам; Свазиланд; Швајцарска; Тунис; Уједињени арапски Емирати; Горња Волта; Венезуела; Југославија; Заир; Замбија; Зимбабве; Чиле; САД.

## Коришћење у Југославији
Југослованско РВ и ПВО (ратно ваздухопловство) је 1968. године купило 2 хеликоптера Aérospatiale SA-3160 Alouette III који су коришћени до 1994. када им је престала војна употреба, две године касније су ти хеликоптери продати Француској где су наставили са летењем. Ови хеликоптери су углавном служили за транспорт путника и материјала као и за курирску службу, нису се користили за војну употребу.